# Оттон II (герцог Брауншвейг-Гёттингена)
Оттон II Одноглазый (1380 или 1394 — 6 февраля 1463, 18 февраля 1463 или 1435, Услар, Нижняя Саксония) — герцог Брауншвейг-Гёттингена в 1394—1463 годах.

## Биография
Ещё будучи несовершеннолетним Оттон II наследовал своему отцу Оттону I как князь Гёттингена. До того, как в 1398 году король Вацлав IV не признал его совершеннолетним, он находился под опекой своего двоюродного брата Фридриха I, князя Брауншвейг-Вольфенбюттеля. Его отец оставил его финансово и политически нестабильную страну. В отличие от своего воинственного отца, Оттон II был миролюбивым правителем. Ему удалось навести порядок в политике страны, но он не смог разрешить финансовые проблемы. Для поддержания правопорядка он вступил в союз с другими городами региона, такими как Услар, Зезен и Гандерсхайм для борьбы с могущественными баронами-разбойниками. В 1407 году вместе с жителями Гёттингена ему удалось штурмовать замок в Юнде, и он также заставил лордов Адельбсена, Харденберга и Швихельдта уважать общественный порядок.
Приблизительно в 1408 году Оттон женился на Агнессе (ум. 16 января 1471), дочери ландграфа Германа II Гессенского. Он был помолвлен с её сестрой Елизаветой, но она умерла до свадьбы. У Отто и Агнессы было две дочери: Елизавета, которая умерла в детстве, и Маргарита, которая вышла замуж за герцога Генриха Шлезвигского в 1425 году.
Из-за постоянных финансовых трудностей ему неоднократно приходилось занимать деньги у своих двоюродных братьев, князей Вольфенбюттеля; взамен обещал им права на наследования Гёттингене уже в 1395 году. Когда в 1400 году умер Фридрих I Брауншвейг-Вольфенбюттельский, Отто пришлось был подписать договор о наследовании со своими выжившими братьями Бернхардом I и Генрихом I. Тем не менее, финансовое положение Отто ухудшаться. Уже в 1435 году он ушёл из правительства и дал свободу городам и имениям.
Сыновья Генриха I, Вильгельм Победоносный и Генрих Миролюбивый из-за постоянных конфликтов решили разделить свое княжество в 1432 году. Они также поделили замки, которые Оттон дал им в качестве коллективного займа. Когда между Генрихом и Вильгельмом возник спор о суверенитете в Гёттингене, Оттон встал на сторону Генриха. В 1441 году он занял замок в Мюндене. После длительных переговоров и давления, оказанного королём Германии Альбрехтом II, спор был урегулирован в 1442 году: Оттон сохранил город и замок Услара, а его жена получила Мюнден, Дрансфельда и Зихельштейн. Зезен и Гандерсхайм были отделены от княжества Брауншвейг-Гёттинген и присоединены к владениям Генриха, княжеству Брауншвейг-Вольфенбюттель. Вильгельм, в свою очередь, получил от Генриха и герцогов Люнебургских в качестве компенсации право на правление Брауншвейг-Гёттингеном до смерти Оттона.
Герцог Оттон II удалился в Услар, где более 20 лет до своей смерти в 1463 году жил в уединении. Поскольку он не оставил наследника мужского пола, линия князей Брауншвейг-Гёттинген дома Вельфов пресеклась с его смертью. Княжество Гёттинген перешло к Вильгельму Победоносному и с 1495 года стало частью княжества Каленберг.